# 戴濱輝
戴濱輝是中共黨員、中國大陸軍事、政治人物，中國人民解放軍陸軍軍官。

## 生平
戴氏是中國人民解放軍少將，歷任江蘇省軍區參謀長丶政协第十届福建省委员会委员、福建省軍區副司令員、福建省军区副参谋长等職。 

## 社會職務
福建省围棋协会主席